# Darren Waller
Pour les articles homonymes, voir Waller.
(en) Statistiques sur pro-football-reference
Darren Charles Waller, né le 13 septembre 1992 à Landover (Maryland), est un joueur américain de football américain.
Il joue à la position de tight end dans la National Football League (NFL) pour les Giants de New York après avoir été membre des Ravens de Baltimore (2015-2018), des Raiders d'Oakland (2019-2020) et des Raiders de Las Vegas (2021-2022).

## Biographie

### Carrière universitaire
Étudiant au Georgia Institute of Technology, il a joué en tant que wide receiver pour les Yellow Jackets de Georgia Tech de 2011 à 2014. 

### Carrière professionnelle
Il est sélectionné en 204e choix global lors du septième tour de la draft 2015 de la NFL par la franchise des Ravens de Baltimore.

#### Ravens de Baltimore
Après avoir peu joué lors de sa première saison professionnelle, il est déplacé au poste de tight end en 2016. Il est suspendu en juin 2016 par la NFL pour les quatre premiers matchs de la saison pour avoir enfreint la politique antidrogue de la ligue. Il marque son premier touchdown professionnel lors de la 10e semaine face aux Browns de Cleveland après avoir réceptionné une passe de Joe Flacco. 
En juin 2017, il est suspendu un an pour avoir de nouveau enfreint la politique antidrogue de la ligue. Après avoir manqué toute la saison 2017, sa suspension est levée avant le début de la saison 2018 et il est autorisé à rejouer. Il n'est pas maintenu par les Ravens dans l'équipe principale et est placé dans leur équipe d'entraînement pour le début de la saison.

#### Raiders d'Oakland
Il signe en novembre 2018 avec les Raiders d'Oakland.
Avant le début de la saison 2019, à l'occasion d'un épisode de l'émission de télévision Hard Knocks, il se confie sur ses problèmes de consommations de drogues ayant entraîné ses deux suspensions. Désigné titulaire en début de saison, il devient aussitôt un joueur important dans l'attaque aérienne des Raiders et devient un des principaux receveurs du quarterback Derek Carr. Ses performances lui valent ainsi un nouveau contrat avec les Raiders pour quatre années supplémentaires,. Il termine la saison en tant que meilleur receveur des Raiders avec trois touchdowns et 1 145 yards gagnés en 90 réceptions.
En 2020, Waller établi ses records en carrière au nombre de réceptions (107 - 4e de la ligue et premier des tight ends), au nombre de yards gagnés en réceptions (1 196 - 10e de la ligue et 2e des TEs derrière Travis Kelce à 1 416 yards) et au nombre de touchdowns inscrits en réceptions (9),. Ses performances lui valent d'être sélectionné pour la première fois au Pro Bowl et d'être classé 35e du Top 100 des joueurs NFL en 2021.
Il termine la saison 2021 avec 55 réceptions pour un gain de 665 yards en ayant inscrit deux touchdowns en onze matchs joués. Il est classé 58e du Top 100 des joueurs de la NFL en 2022.
Le 10 septembre 2022, Waller signe avec les Raiders une extension de contrat de trois ans pour un montant de 51 millions de $ devenant le tight end le mieux payé de la ligue. Il est placé sur la liste des blessés le 10 novembre 2022 et réactivé le 17 décembre 2022.

#### Giants de New York
Le 15 mars 2023, Waller est échangé aux Giants de New York contre un choix compensatoire lors du troisième tour de la draft 2023 de la NFL.

## Statistiques
| Année       | Équipe                         | Statut      | MJ |     | Courses | Courses | Courses | Courses |       | Passes réceptionnées | Passes réceptionnées | Passes réceptionnées | Passes réceptionnées |  | Fumbles | Fumbles |
| Année       | Équipe                         | Statut      | MJ | Nb. | Yards   | Moy.    | TD      | Nb.     | Yards | Moy.                 | TD                   | Nb.                  | Perdus               |  |         |         |
| 2012        | Yellow Jackets de Georgia Tech | So.         | 14 | 08  | 162     | 20,3    | 0       | -       | -     | -                    | -                    | -                    | -                    |  |         |         |
| 2013        | Yellow Jackets de Georgia Tech | So.         | 09 | 17  | 367     | 21,6    | 3       | -       | -     | -                    | -                    | -                    | -                    |  |         |         |
| 2014        | Yellow Jackets de Georgia Tech | Sr.         | 10 | 26  | 442     | 17,0    | 6       | -       | -     | -                    | -                    | -                    | -                    |  |         |         |
| Totaux NCAA | Totaux NCAA                    | Totaux NCAA | 33 | 51  | 971     | 19,0    | 9       | -       | -     | -                    | -                    | -                    | -                    |  |         |         |

| Taille              | Poids           | Bras           | Main         | Sprint   | Sprint   | Sprint   | Shuttle 20 yards | 3 cones drill | Détente       | Détente             | Développé couché | Test Wonderlic |
| Taille              | Poids           | Bras           | Main         | 40 yards | 10 yards | 20 yards | Shuttle 20 yards | 3 cones drill | verticale     | horizontale         | Développé couché | Test Wonderlic |
| 1,98 m (6 ft 6⅛ in) | 108 kg (238 lb) | 84 cm (33¼ in) | 23 cm (9 in) | 4,46 s   | 1,57 s   | 2,62 s   | 4,25 s           | 7,07 s        | 94 cm (37 in) | 318 cm (10 ft 5 in) | 12 reps          | -              |

| Année              | Équipe               | MJ |                         | Passes réceptionnées    | Passes réceptionnées    | Passes réceptionnées    | Passes réceptionnées    |                         | Courses                 | Courses                 | Courses | Courses |  | Fumbles | Fumbles |
| Année              | Équipe               | MJ | Nb.                     | Yards                   | Moy.                    | TD                      | Nb.                     | Yards                   | Moy.                    | TD                      | Nb.     | Perdus  |  |         |         |
| 2015               | Ravens de Baltimore  | 06 | 02                      | 018                     | 09,0                    | 0                       | -                       | -                       | -                       | -                       | -       | -       |  |         |         |
| 2016               | Ravens de Baltimore  | 12 | 010                     | 085                     | 08,5                    | 2                       | -                       | -                       | -                       | -                       | -       | -       |  |         |         |
| 2017               | Ravens de Baltimore  | -  | N'a pas joué (suspendu) | N'a pas joué (suspendu) | N'a pas joué (suspendu) | N'a pas joué (suspendu) | N'a pas joué (suspendu) | N'a pas joué (suspendu) | N'a pas joué (suspendu) | N'a pas joué (suspendu) | -       | -       |  |         |         |
| 2018               | Raiders d'Oakland    | 04 | 06                      | 075                     | 12,5                    | 0                       | 1                       | 21                      | 21,0                    | 0                       | 0       | 0       |  |         |         |
| 2019               | Raiders d'Oakland    | 16 | 090                     | 1 145                   | 12,7                    | 3                       | 2                       | 05                      | 02,5                    | 0                       | 1       | 1       |  |         |         |
| 2020               | Raiders de Las Vegas | 16 | 107                     | 1 196                   | 11,2                    | 9                       | -                       | -                       | -                       | -                       | 2       | 2       |  |         |         |
| 2021               | Raiders de Las Vegas | 11 | 055                     | 0665                    | 12,1                    | 2                       | -                       | -                       | -                       | -                       | -       | -       |  |         |         |
| 2022               | Raiders de Las Vegas | 09 | 028                     | 0388                    | 13,9                    | 3                       | -                       | -                       | -                       | -                       | -       | -       |  |         |         |
| 2023               | Giants de New York   | ?  | Saison en cours         | Saison en cours         | Saison en cours         | Saison en cours         | Saison en cours         | Saison en cours         | Saison en cours         | Saison en cours         | ?       | ?       |  |         |         |
| Totaux en carrière | Totaux en carrière   | 74 | 298                     | 3 572                   | 12,0                    | 19                      | 3                       | 26                      | 08,7                    | 0                       | 3       | 3       |  |         |         |

| Année              | Équipe               | MJ |     | Passes réceptionnées | Passes réceptionnées | Passes réceptionnées | Passes réceptionnées |       | Courses | Courses | Courses | Courses |  | Fumbles | Fumbles |
| Année              | Équipe               | MJ | Nb. | Yards                | Moy.                 | TD                   | Nb.                  | Yards | Moy.    | TD      | Nb.     | Perdus  |  |         |         |
| 2021               | Raiders de Las Vegas | 1  | 7   | 76                   | 7,6                  | 0                    | -                    | -     | -       | -       | -       | -       |  |         |         |
| Totaux en carrière | Totaux en carrière   | 1  | 7   | 76                   | 7,6                  | 0                    | -                    | -     | -       | -       | -       | -       |  |         |         |

## Vie privée
Il est l'arrière-petit-fils du pianiste de jazz Fats Waller.
Darren Waller s’est marié le 4 mars 2023 à Kelsey Plum, joueuse dans la Women's National Basketball Association (WNBA).
Waller a commencé à consommer de l'oxycodone dès l'âge de 15 ans et à boire de l'alcool dès ses 16 ans. Sa dépendance à l'oxycodone s'est intensifiée au point qu'il dépensait 100 $ par jour pour se fournir en pilules. Plus tard, il consomme de la cocaïne. Le 11 août 2017, dans le Maryland, il fait une overdose de pilules alors qu'il était assis dans sa voiture,. Après avoir passé 34 jours dans un programme de désintoxication à Camden, dans le Maine, il prend un emploi dans un Sprouts Farmers Market.
Waller fonde la « Fondation Darren Waller » en 2020 afin de donner des moyens aux jeunes pour qu'ils puissent éviter et surmonter la dépendance aux drogues et à l'alcool ainsi que pour les soutenir avec leurs familles pendant les phases de rétablissement et de traitement.